# Gastrolobium parvifolium
Gastrolobium parvifolium är en ärtväxtart som beskrevs av George Bentham. Gastrolobium parvifolium ingår i släktet Gastrolobium och familjen ärtväxter. Inga underarter finns listade i Catalogue of Life.